# La amenaza de Casandra
La amenaza de Casandra es una miniserie de televisión de 2009 dividida en dos episodios.

## Argumento
Un cometa colisiona con el asteroide Casandra provocando una alteración en su trayectoria que lo divide en dos y lo dirige hacia la Tierra. Un científico y su asistente (Marla Sokoloff) deberán avisar al ejército de la posición y trayectoria de Casandra para que puedan destruirlo. Mientras reina el caos en las calles, se organizan diversos refugios y se sigue la historia de una familia que ve alterada su rutina por la lluvia de meteoritos previa y de un oficial de policía que persigue a su excompañero, un policía corrupto que busca venganza.

## Reparto
- Bill Campbell
- Marla Sokoloff
- Christopher Lloyd
- Michael Rooker
- Stacy Keach
- Jason Alexande
- Ernie Hudson
- Mimi Michaels
- Carmen Argenziano
- Erin Cottrell
- Kenneth Mitchell
- Anne Bedian